# 인간시장 2 - 불타는 욕망
"인간시장 2 - 불타는 욕망"은 1985년에 개봉한 대한민국의 영화이다.

## 캐스팅
- 진유영 : 장총찬 역
- 원미경 : 다혜 역
- 강태기
- 최민희
- 신찬일
- 이인옥
- 채은희
- 박은선
- 김정철
- 박재주
- 추석양
- 이광열
- 이해룡
- 이석구
- 추봉
- 박동룡
- 나갑성
- 권일수